# Bogserbåt

1. topplanterna 2. stormast 3. flagga 4. siren 5. antenn 6. morselampa 7. skorsten 8. kommandobrygga 9. klarsiktsruta 10. ledstång 11. stege 12. livboj 13. pollare 14. ankarspel 15. bogserkrok 16. tross 17. huvuddäck 18. lucka 20. reling 21. fender 22. förstäv 23. roderblad 24. propellerdysa 25. propeller 27. skrov

Bogserbåt är ett, i förhållande till storleken, starkt arbetsfartyg som används för att dra eller skjuta på andra fartyg, pråmar, pontoner och  mudderverk och är speciellt förknippad med sjöassistans och sjöentreprenad. 
Bogserbåtar ska inte förväxlas med lotsbåtar.

## Funktion
Bogserbåtar finns i alla storlekar, från 5–6 meter upp till över 30 meter, och upp till 90 meter för havsgående kombinationsbogserare. Mest karaktäristisk är den låga akterprofilen med hög överbyggnad enbart på den främre delen av däcket. 
Ett bogservajerspel eller bogserkrok är monterad strax bakom styrhytten. Detta för att vara så nära bogserbåtens svängningpunkt som möjligt, för att underlätta svängning vid belastning på bogserkroken. Kroken är dessutom ledad för att optimera svängningen ytterligare. Bogserkroken har en utlösningsmekanism, för att kunna släppa bogserlinan från styrhytten vid en akutsituation, och som extra säkerhet är det vanligt att man även har en brandyxa till hands. Vid svängning, löper bogserlinan på bogserbågen i aktern, och på räcket på sidorna. Ett stopp på räcket brukar finnas på varje sida för att linan inte skall passera styrhytten. Vid bogsering i smala passager, kortas linan eller vajern ner och fixeras i aktern för att undvika pendling.
Bogserlinans ände brukar oftast vara kopplad som en hanfot, det vill säga se ut som ett Y, där de två ändarna ligger om lastens/fartygets främre pollare och på så vis minskar risken för pendling.
Om möjligt så är det oftast mer fördelaktigt att dra lasten på sidan om eller skjuta den framför bogserbåten. Vissa bogserbåtar är byggda för att passa denna typ av bogsering och har därför en platt för som behövs för pontonbogsering varvid det finns två spända tampar eller kättingspännare mellan bogserbåten (som skjuter lasten framför sig) och lastens pollare. Om lasten är högre än bogserbåtens styrhytt så är det enda alternativet att dra lasten efter sig. 

## Verksamheter
Störst i Norden inom sin bransch var Stockholms Transport- och Bogseringsaktiebolag (T & B) som grundades 1870 och hade tidvis 53 bogserbåtar och 302 pråmar. År 1976 uppgick Transportbolaget i Röda Bolaget AB i Göteborg.

## Bilder

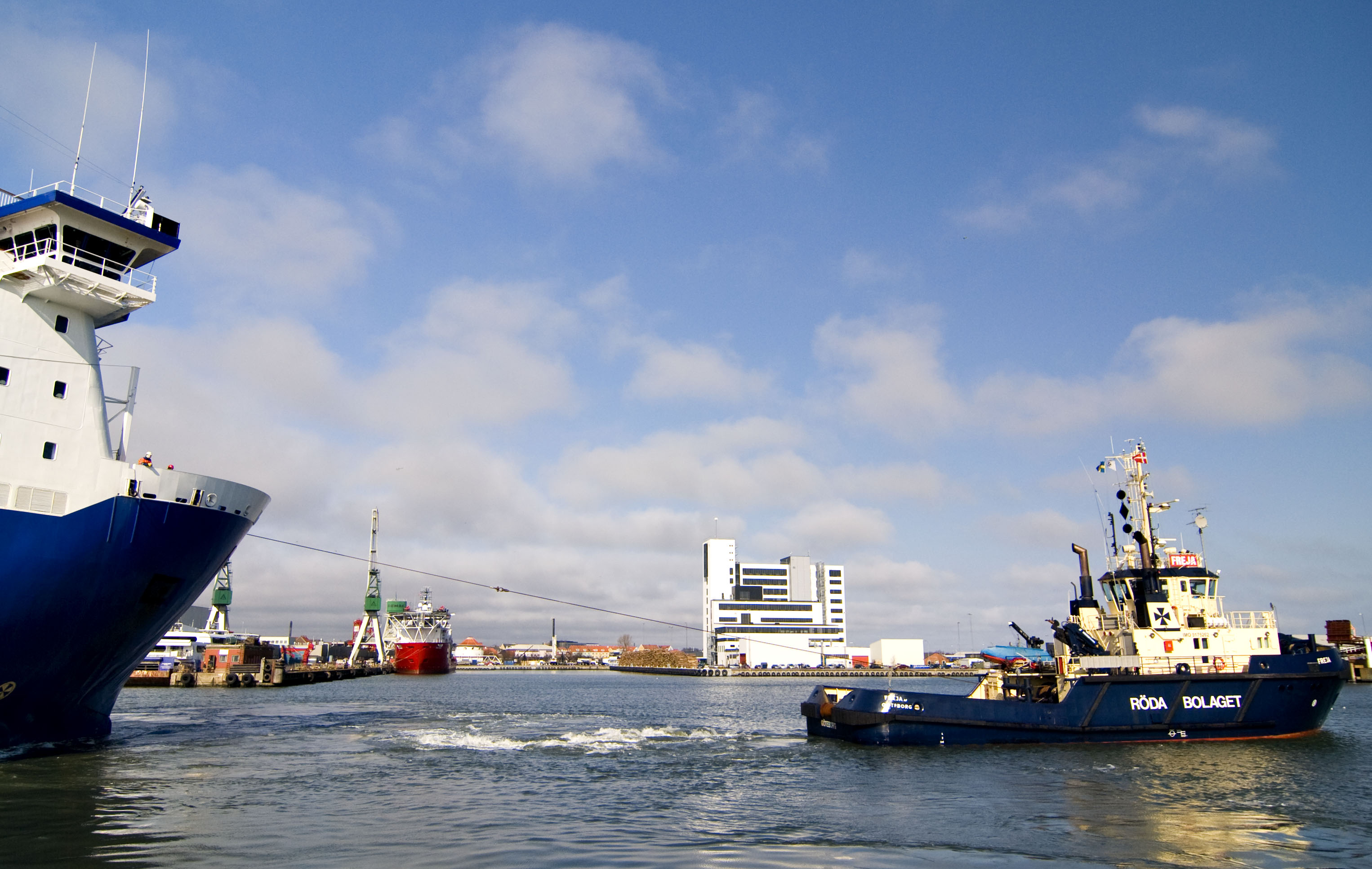
Bogserbåten Svitser Freja från Röda Bolaget i Fredrikshavn 2007.
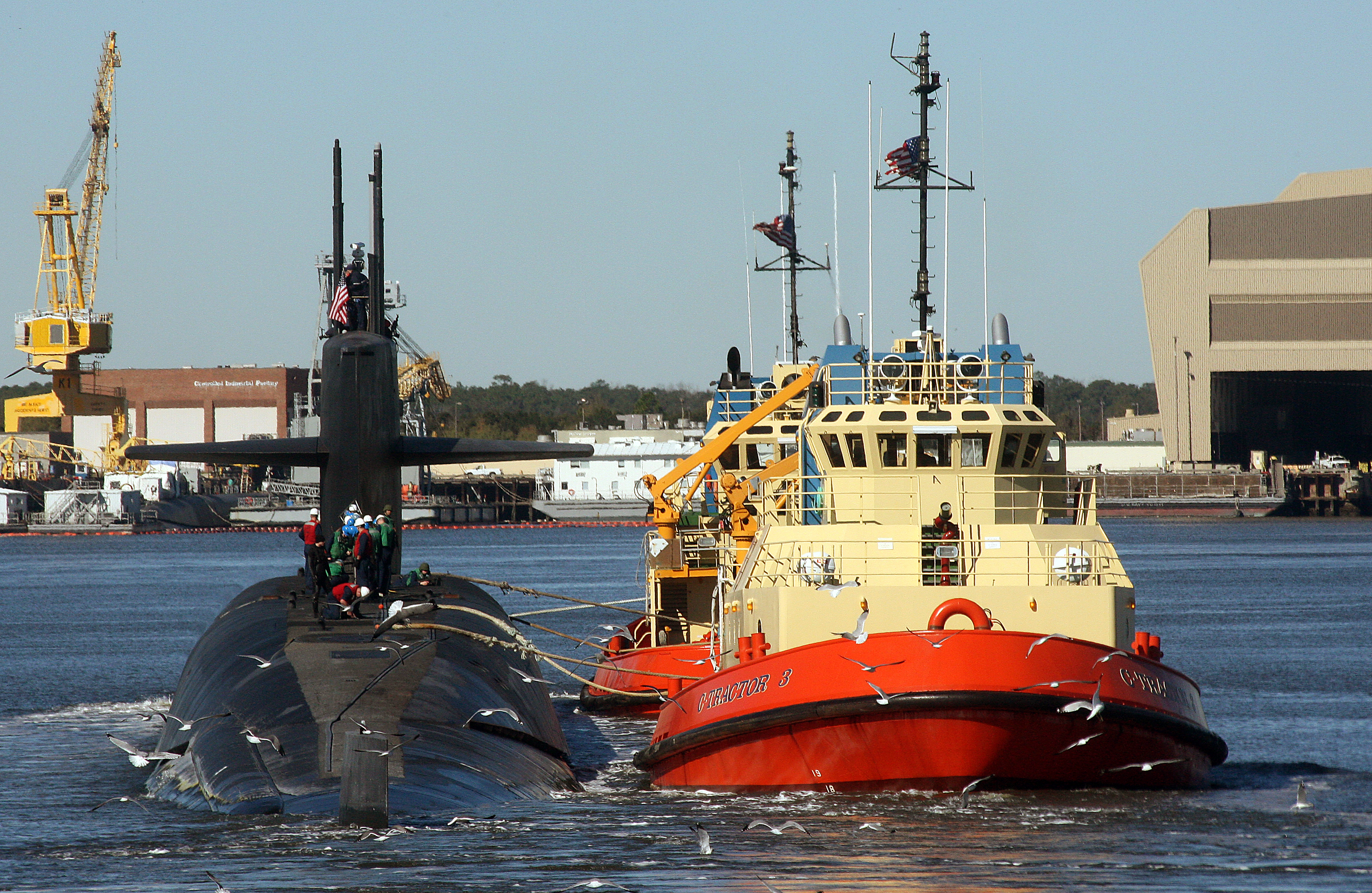
Robotubåten USS Rhode Island (SSBN-740) med bogserbåtar vid Naval Submarine Base Kings Bay i januari 2008.
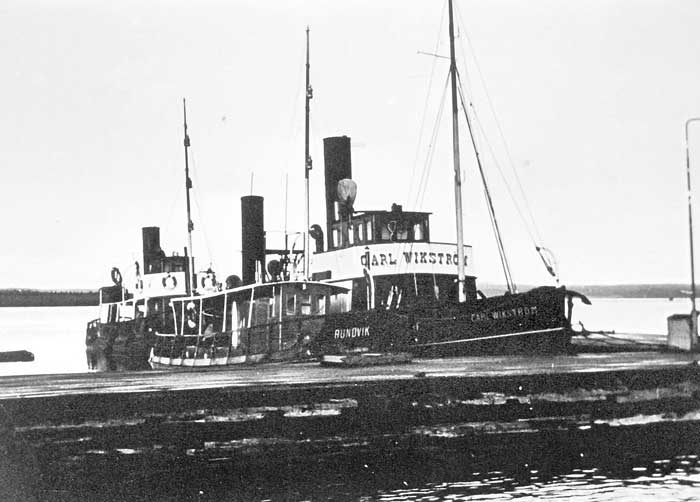
Äldre bogserbåtar vid Nordmalings Ångsågs AB i Rundvik.
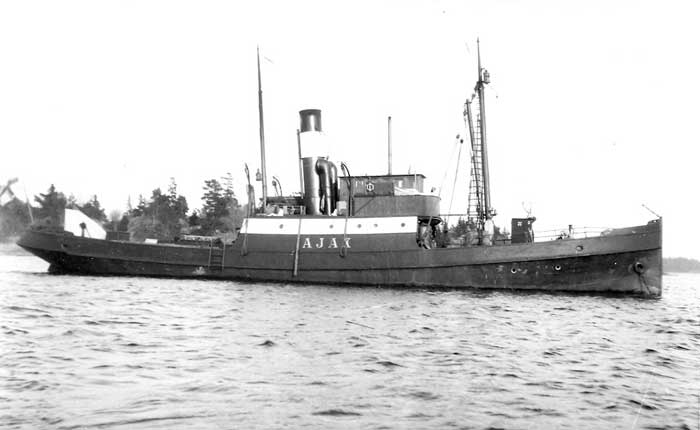
Bogserbåten S/S Ajax var ett av Transportbolagets fartyg.
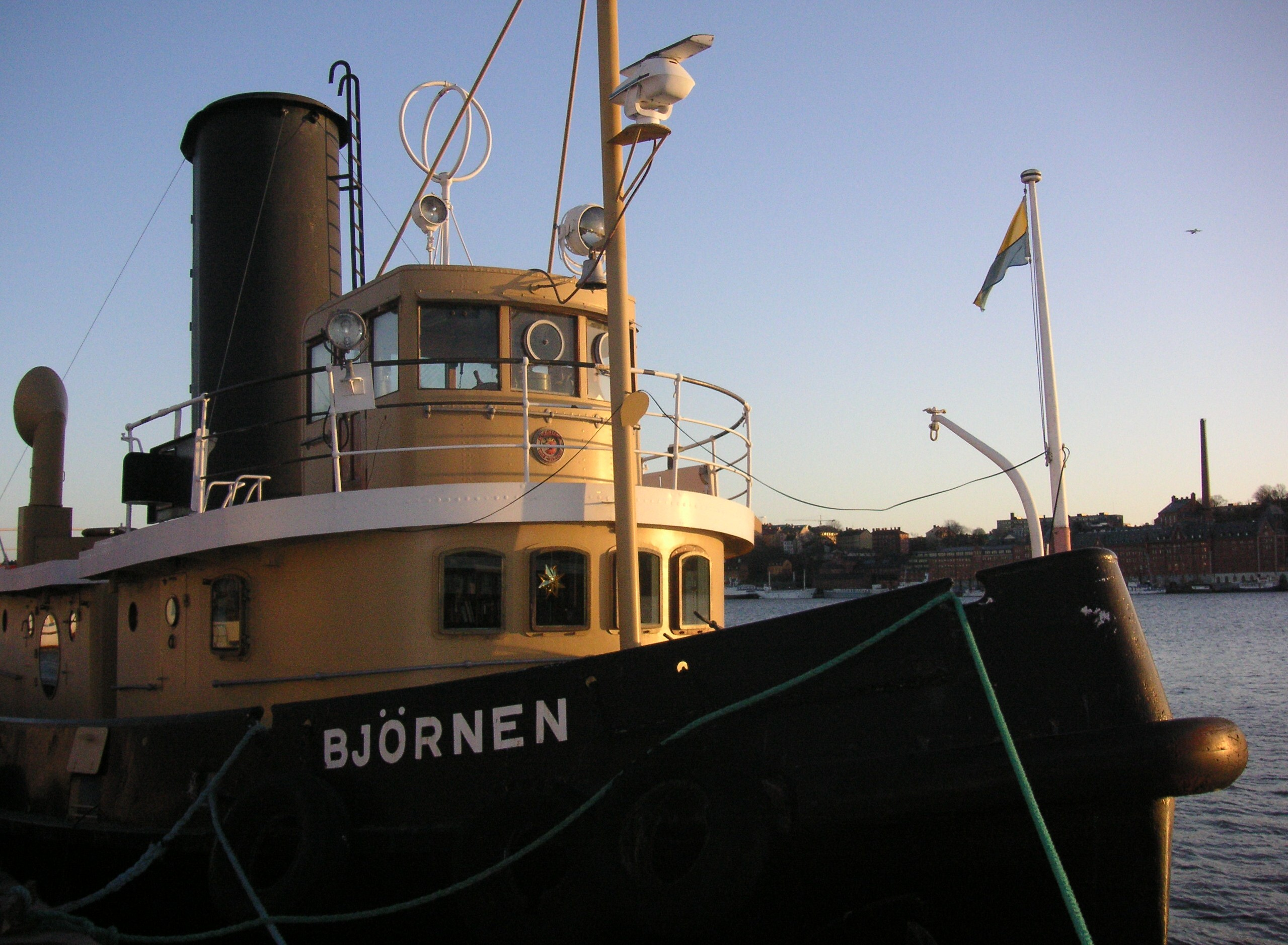
Bogserbåten Björnen är ett K-märkt fartyg i Sverige.
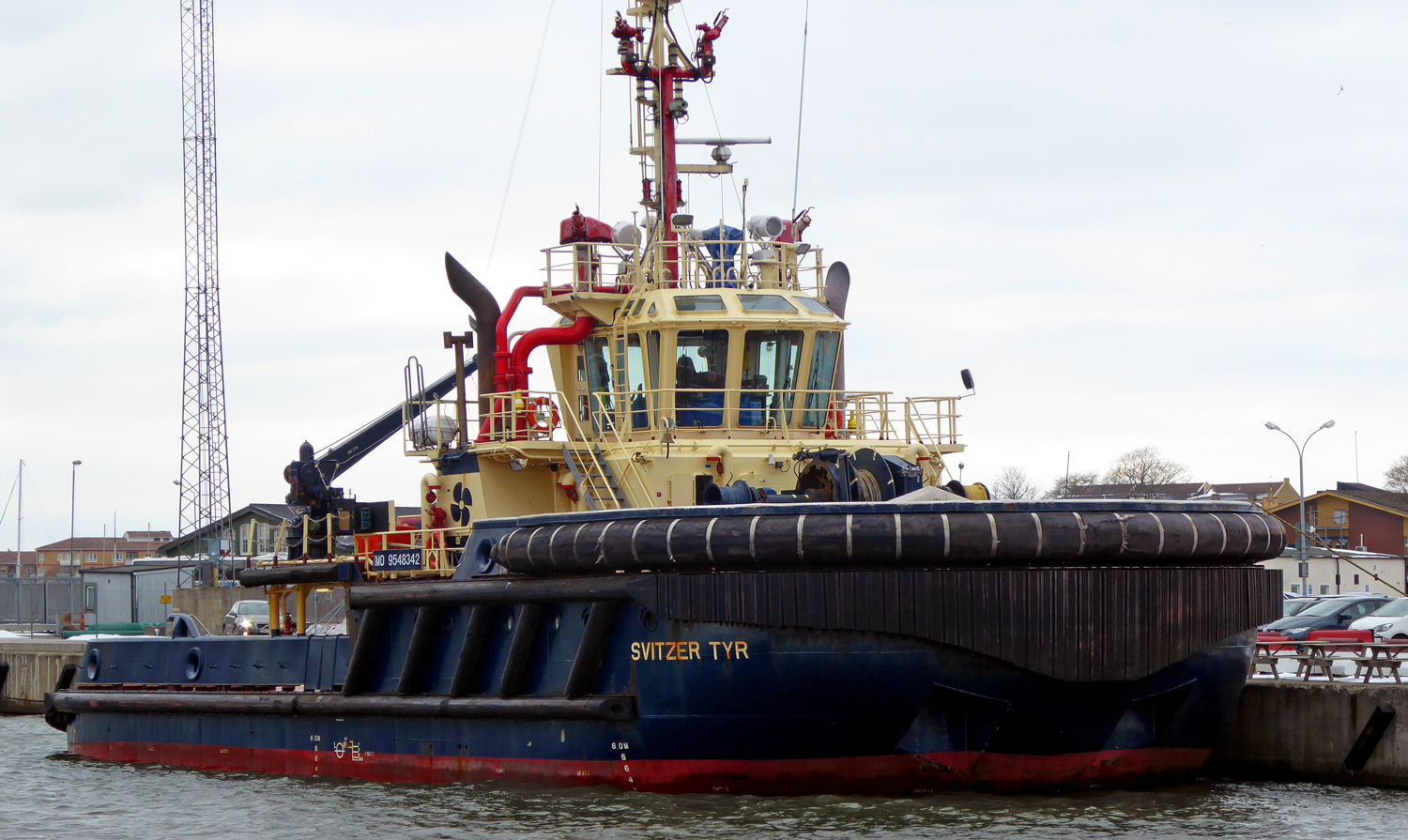
Svitzer Tyr är en bogserbåt, byggd i Kina 2011, här i Ystads hamn 2018.
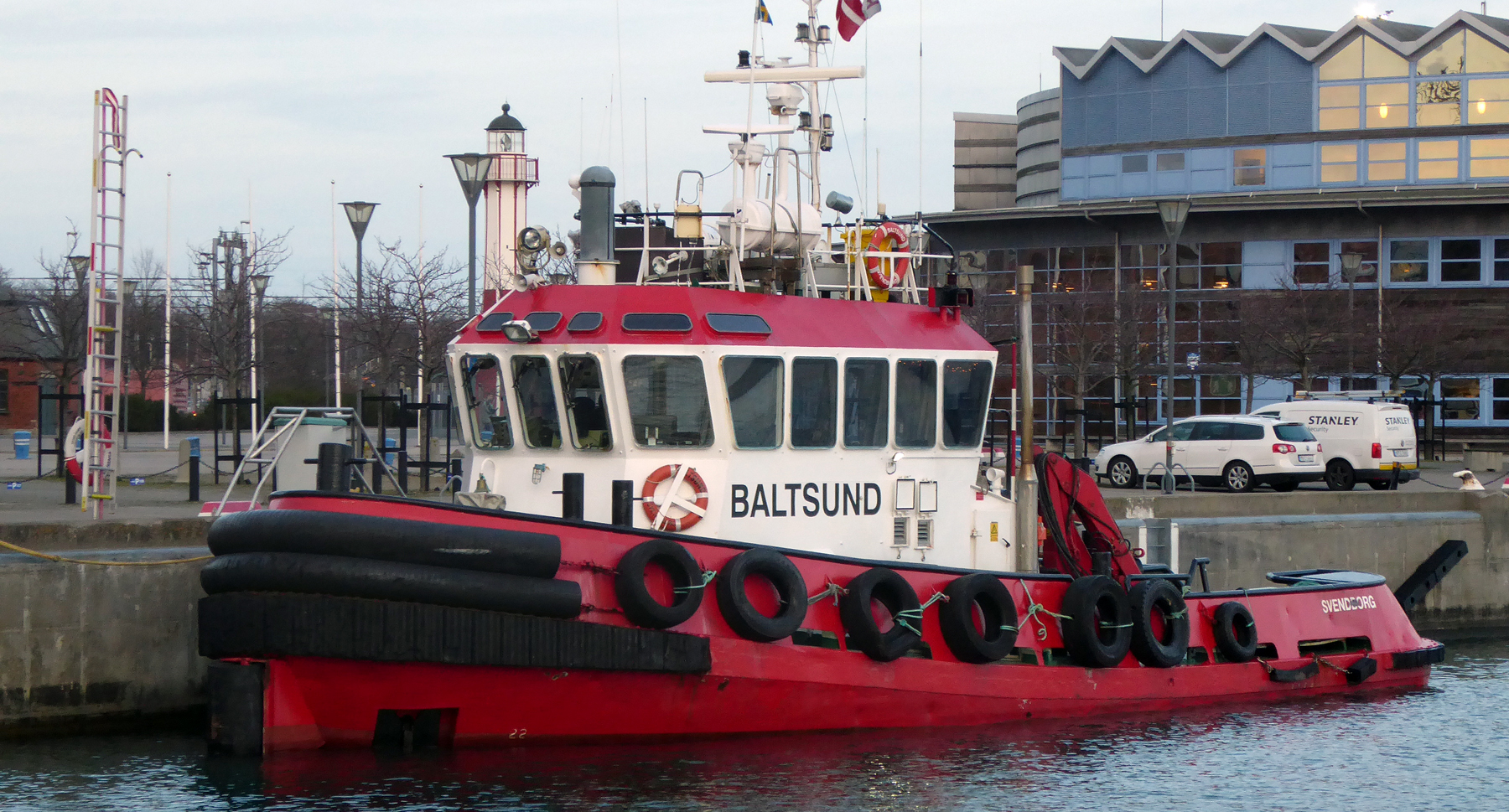
Den danska bogserbåten Baltsund i Ystads hamn i februari 2019.
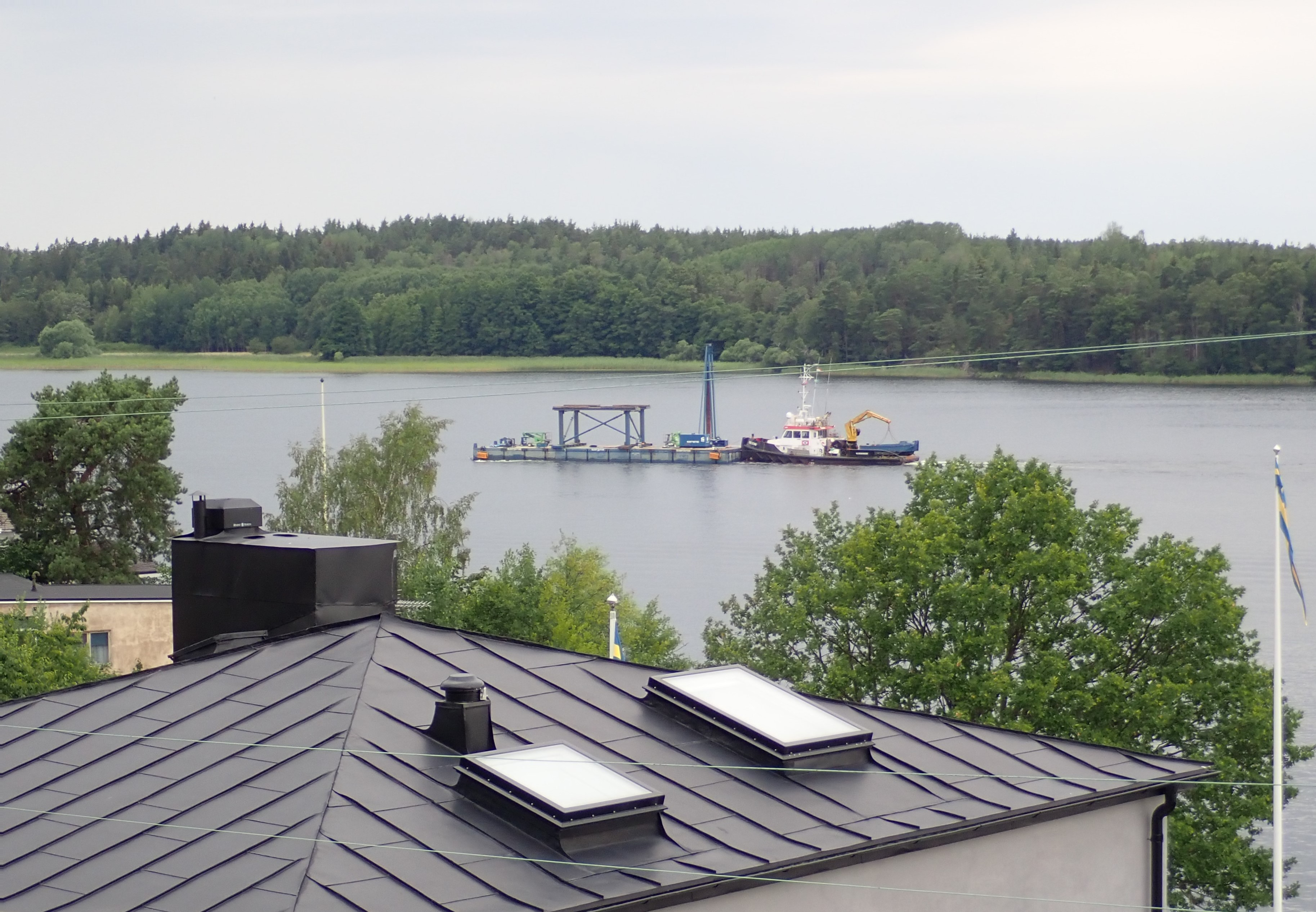
Den nederländska bogserbåten Sea Echo från Seacontractors[2] på Mälaren, på väg från Stockholm till Södertälje i juli 2019. I bakgrunden Björnholmen.
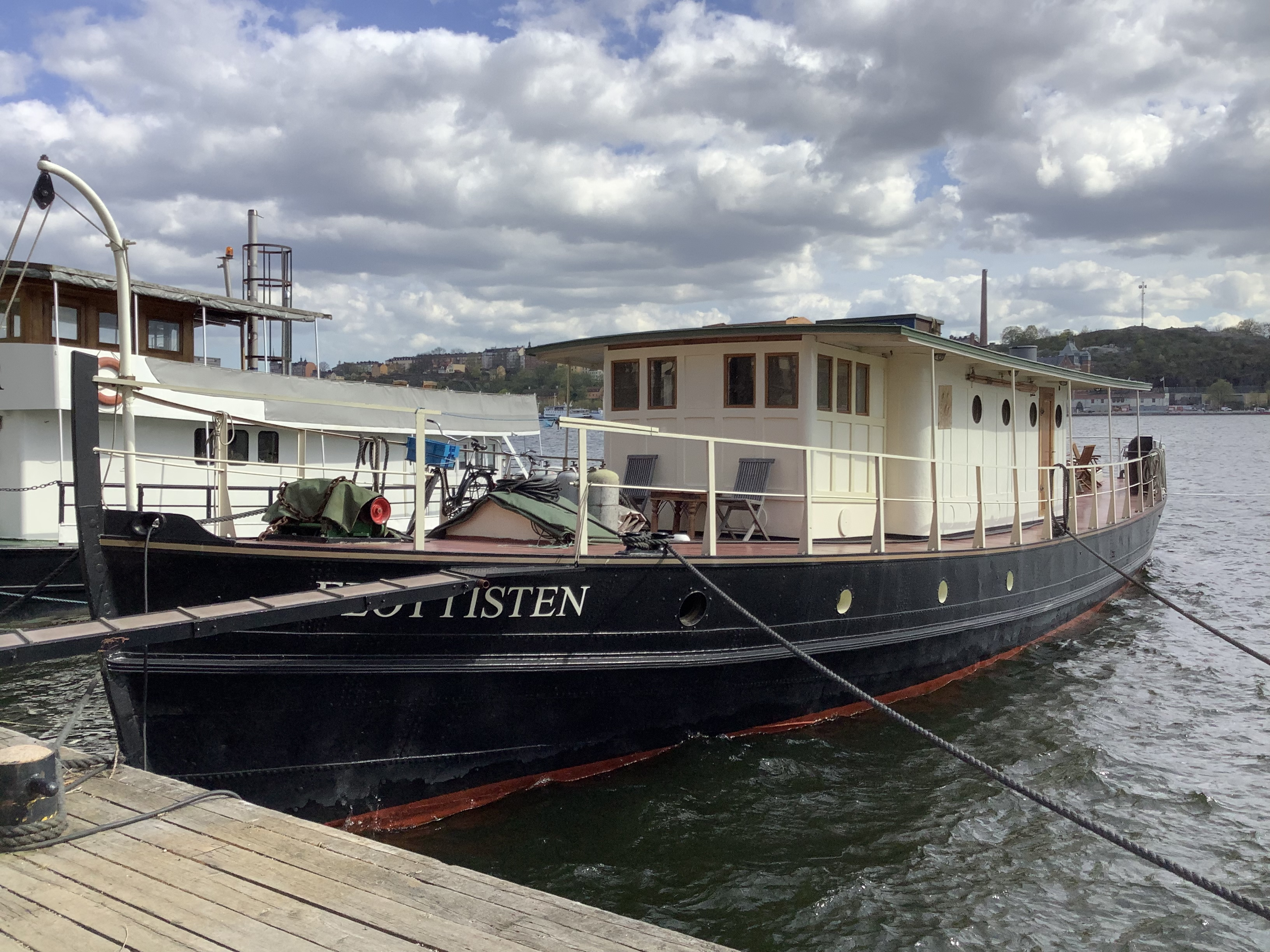
Bogserbåten Flottisten i Riddarfjärden. Hon byggdes 1862 som ångbogseringsfartyg av Motala Werkstads Bolag.